# 니콜라 드 콩도르세
콩도르세 후작 마리 장 앙투안 니콜라 드 카리타(프랑스어: Marie Jean Antoine Nicolas de Caritat, marquis de Condorcet)는 1743년 9월 17일 리브몽에서 태어나 1794년 3월 29일 부르 드 레갈리테에서 사망한 계몽주의를 대표하는 프랑스의 수학자, 철학자, 정치인이자 출판인이다.
처음에는 수학을 연구하여 과학 아카데미의 상임서기, 아카데미의 회원이 된다. 튀르고의 친구가 되어 사회와 정치 문제에도 관심을 보였다. 프랑스 혁명기에는 입법의회, 국민공회의 의원이 되고 국민교육제도 확립에 힘을 기울였으며, 1793년에 지롱드 헌법 초안의 기초자가 되었으나 이는 의회에서 부결되고 마침내는 고발까지 당하여 파리의 한구석에 숨어 있으면서 《인간 정신의 진보에 관한 역사적 개요》(1793)을 집필했다. 그 후 거리에서 체포되자 독약을 먹고 자살했다.
이 책은 계몽주의 역사철학의 집약으로서 놀라운 낙관주의로 인류의 무한한 완성을 지향하는 진보의 발자취를 더듬은 것이며, 인간 지식의 발전을 기준으로 하여 역사를 10기로 구분하고 있다.

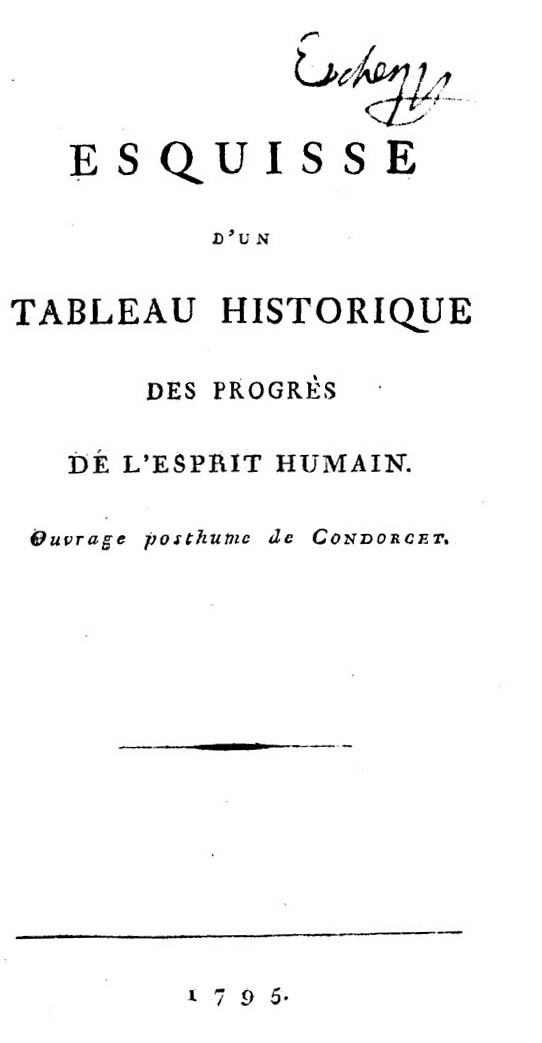
Esquisse d'un tableau historique des progres de l'esprit humain, 1795

## 생애
1743년 9월 17일 북프랑스 피카르디의 리브몽에서 출생하였다. 파리 나바르대학교에서 수학을 전공하였다. 16세 때부터 적분·해석 등의 수학적 업적을 쌓았으며, 26세에 과학아카데미 회원이 되었다. J.R.달랑베르, 볼테르, A.R.T.튀르고 등과 교유하면서, 《백과전서》 편찬에 협력하여 경제학 항목을 담당하였다. 1782년에는 아카데미 프랑세즈에 들어가 볼테르 전집 간행사업에 참여하였다. 1789년 철학부장이 되어 18세기 사상가들의 후계자로 지목되었으며, 입법의회·국민 공회의 의원으로도 선출되어 웅대한 문교 조직 계획과 헌법안 등을 제출하였다. 그러나 그의 제안은 지지를 얻지 못하고, 지롱드당의 후원자였기 때문에, 자코뱅당에게 체포되어 옥중에서 음독 자살하였다(일설에는 독살이라고 한다).

## 교육 개혁
프랑스 혁명 당시 시민들의 가톨릭 교회에 대한 공격과 십일조 폐지, 교회 재산 국유화, 수도회 해체, 성직자 시민 헌장과 같은 조치들로 가톨릭이 지배하고 있던 교육체제는 붕괴직전이었다. 이 때문에 초등교육에 대한 시급한 개혁이 요구되었고 이에 따라 입법의회는 공공교육위원회(Comite d'instruction publique)를 설치했다. 콩도르세는 1791년 10월 1일에 시작된 입법의회에서 설치한 공공교육위원회의 위원장을 맡아 교육 개혁을 이끌었다. 교회가 담당해오던 기존 교육체제를 국가의 틀안으로 넣는 개혁안인 〈공공교육의 전체 조직에 관한 보고서와 법안〉을 제출했다. 그가 입법의회에 제출한 이 개혁안을 콩도르세안이라고 하는데 이 개혁안은 프랑스 혁명기의 가장 대표적인 교육개혁안으로 평가받고 있다. 콩도르세안은 다음과 같은 내용을 담고 있다.
- 제1장 교육의 구분,
- 제2장 초등학교,
- 제3장 중등학교(école secondaire),
- 제4장 앵스티튀(Institut),
- 제5장 리세(lycée),
- 제6장 국립과학예술협회,
- 제7장 교육의 관리와 감독,
- 제8장 교사와 교수의 임명,
- 제9장 국비장학생

특히 콩도르세안은 교육의 모든 단계에서 완전한 무상교육을 주장했고 공공교육에서 가톨릭 종교교육을 배제시켰다. 이 때문에 로마 가톨릭 교회와 왕당파가 크게 반발하여 콩도르세안은 결국 통과되지 못하게 되고 그의 교육 개혁은 좌초한다.

## 주요 저서
그는 《인간정신 진보의 역사적 개관 초고(草稿) Esquisse d’un tableau historique des progrès de l’esprit humain》를 저술함으로써 역사적 발전에 관해서 낙관주의를 표명하였고, 인류의 무한한 진보를 믿었다. 이 밖에 《다수결 확률 해석 시론 Essai sur l’application de l’analyse à la probabilité des décisions rendues á la pluralité des voix》(1785) 《튀르고의 생애 Vie de M.Turgot》(1786) 《볼테르의 생애 Vie de Voltaire》(1789) 등의 저서를 남겼다.

## 같이 보기
- 콩도르세의 역설